# シルベスター・セイ
シルベスター・セイ（Sylvester Seay、1985年7月29日 - ）は、アメリカ合衆国のバスケットボール選手である。ポジションはフォワード。身長208cm、体重102kg。
カリフォルニア州サンバーナーディーノ出身。アリゾナ州立大学から2008年にカリフォルニア州立大学フレズノ校に移り、2シーズンを過ごす。2008-09シーズンには31試合、1018分間出場し、平均15.3得点と5.8リバウンドを記録。フィールドゴール396本中177本を決め成功率47.7％、スリーポイントショット135本を放ち50本を決め、成功率37％であった。翌2009-10シーズンには32試合971分に出場し、平均14.2得点と6.1リバウンドを記録した。
大学卒業後は韓国バスケットボールリーグ(KBL)の全州KCCイージスに加わり、プロ選手となる。ニュージーランド・ナショナル・バスケットボール・リーグのワイカト・ピストンズ、スウェーデンのノーショーピング・ドルフィンズ、メキシコのティフアナ・ゾンキーズ、コソボのシガル・プリシュティナを経て、2013年11月、秋田ノーザンハピネッツと契約した。bjリーグは2013-14シーズンの最中であり、日本国外の国籍を持つ選手との契約は4人に限られているため、セイはそれまで秋田に所属していたエルハジ・ワドゥと入れ替わる形で入団した。秋田では中学、高校時代のチームメイトであったリチャード・ロビーと再びチームメイトになり、また秋田のヘッドコーチである中村和雄の発案により、シルヴェスター・スタローンにちなんで「ロッキー」というニックネームがつけられた。秋田では16試合に出場し、1試合平均6.9得点を挙げた。しかし2014年2月、チームはセイとの選手契約を解除した。
アメリカンフットボール選手で、NFLのサンディエゴ・チャージャーズとフィラデルフィア・イーグルスでプレイしたマーク・セイは、シルベスターのおじにあたる。

## 記録
| シーズン | チーム | GP | GS | MPG  | FG%  | 3P%  | FT%  | RPG | APG | SPG | BPG | PPG |
| -------- | ------ | -- | -- | ---- | ---- | ---- | ---- | --- | --- | --- | --- | --- |
| 2013-14  | 秋田   | 16 |    | 15.3 | .328 | .293 | .783 | 4.9 | 0.8 | 0.7 | 0.5 | 6.9 |